# Flaxen (Skinnskattebergs socken, Västmanland)
Flaxen är en sjö i Skinnskattebergs kommun i Västmanland och ingår i Norrströms huvudavrinningsområde.